# Falce e carrello
Falce e carrello. Le mani sulla spesa degli italiani è un libro pubblicato da Marsilio Editori nel mese di settembre 2007, scritto dall'imprenditore Bernardo Caprotti, patron di Supermarkets Italiani (Esselunga).

## Soggetto
Bernardo Caprotti racconta lo sbarco della grande distribuzione in Italia negli anni del miracolo economico italiano e la successiva competizione con i supermercati della Lega delle Cooperative (Coop e Conad), tema portante del libro. Il primo capitolo propone un ritratto della borghesia brianzola fra le due Guerre: reduce dalla Prima Guerra Mondiale dove ha prestato servizio come ufficiale nel Corpo degli Alpini, Giuseppe Caprotti gestisce l'azienda tessile di famiglia. Le leggi razziali prima e la dichiarazione di guerra alla Francia (la moglie era transalpina) e all'Inghilterra ne fortificano gli ideali antifascisti tradotti al figlio Bernardo. La fine della guerra libera un paese dall'autarchia e lo apre a un'era di sviluppo tecnologico da cui era stato tagliato fuori.
Nelson Rockefeller, intenzionato a portare in Italia la grande distribuzione, prende contatti con la Rinascente quando la discussione fra i fratelli Brustio, al vertice dell'azienda italiana, viene ascoltata casualmente nella hall di un albergo di Saint Moritz da Guido Caprotti e Marco Brunelli. I due decidono così di accordarsi con Rockefeller al posto della Rinascente per fondare la Supermarkets Italiani Spa, prima catena di supermercati italiana, in posizione di minoranza. Ritenendo quel mercato estremamente più dinamico ed innovativo del tessile, Bernardo Caprotti deciderà di dedicarvisi completamente abbandonando la guida dell'attività di famiglia ereditata dal padre.
Dopo aver acquistato la quota di maggioranza (51%) della controllante IBEC (Rockefeller) per quattro milioni di dollari del 1961, e nel frattempo essere entrato in competizione con Marco Brunelli, che intanto ha fondato la Romana Supermarket (poi GS), Bernardo Caprotti si ritrova alla guida di un'azienda in rapida espansione. La fine degli anni Sessanta vede in azienda un aspro scontro con il sindacato. I sindacati chiedono e ottengono aumenti salariali e una turnazione fatta su misura per l'industria, ma inadeguata alla vendita al dettaglio.
Gli scontri sono all'ordine del giorno e la mobilitazione pressoché permanente spaventa la clientela: la scarsità di scorte sugli scaffali induce a fermare la pubblicità ai punti vendita per due anni. Seguono assunzioni di dipendenti per compensare il generale calo di produttività. Di fronte a nuove richieste da parte dei sindacati, l'ottobre 1988 vede il primo cospicuo esubero di lavoratori: 904 su 5.684. A differenza delle volte precedenti, la linea dura di Bernardo Caprotti risulta vincente grazie al supporto dei colletti bianchi, all'apertura nello stesso anno di un magazzino automatizzato a Limito e all'introduzione dei lettori a codici a barre nelle casse che permettono di mantenere operativi il punto vendita e la catena distributiva anche in carenza di forza lavoro.
Il sito ufficiale del libro riporta che i ricavi finanziari, ottenuti dalla vendita, saranno devoluti in beneficenza.

## La concorrenza delle Coop
Nel libro l'autore racconta la storia della propria azienda e dei contrasti con le cosiddette Coop rosse, criticando il presunto sistema di agevolazioni fiscali e denunciando supposti appoggi politici alle cooperative da parte di amministrazioni locali o istituzioni di centrosinistra. Caprotti sostiene che siano state messe in atto scorrettezze da parte delle cooperative che gestiscono i supermercati Coop (in particolare le coop emiliano-romagnole) al fine d'impedire l'espansione di un concorrente "scomodo".

## Risvolti giudiziari
Dopo la pubblicazione del libro, Coop Italia e alcune cooperative consociate hanno querelato e citato in giudizio civile Bernardo Caprotti ed Esselunga per diffamazione e concorrenza sleale.

### Coop Italia
A seguito della querela presentata nel 2008 da Coop Italia, il 16 settembre 2011 Esselunga è stata condannata in primo grado, per concorrenza sleale, al pagamento di 300 000 euro e al ritiro del libro dal mercato: il giudice ha sentenziato che questo integra "un'illecita concorrenza per denigrazione ai danni di Coop Italia". Oltre a Caprotti e ad Esselunga S.p.A., sono stati condannati anche il curatore della prefazione Geminello Alvi, il coautore Stefano Filippi e la casa editrice Marsilio. Il 21 dicembre 2011 però, il giudice della prima sezione civile della Corte d'Appello di Milano ha accolto la richiesta di sospensiva presentata da Esselunga contro la sentenza che, nel condannare Caprotti per concorrenza sleale contro la Coop, aveva disposto il ritiro del libro.
Conseguentemente, in attesa del giudizio di secondo grado, il libro edito da Marsilio è stato ristampato e ridistribuito nel circuito commerciale: anche il risarcimento da 300 000 euro a favore di Coop Italia, disposto dallo stesso Tribunale di Milano, è stato sospeso.
Nell'ordinanza, la Corte ha rilevato tra l'altro che il ritiro delle copie di Falce e carrello e il divieto di pubblicazione aveva "una sostanziale valenza di sequestro e censura", provvedimenti che secondo la legge sulla stampa possono essere attivati solo in presenza di stampa oscena, plagio, apologia del fascismo o nei confronti di scritti privi dei requisiti per individuare i responsabili.

### Coop Liguria
Anche Coop Liguria e il suo ex presidente Bruno Cordazzo hanno querelato Bernardo Caprotti ed Esselunga per diffamazione e concorrenza sleale.
Il 20 aprile 2010, Esselunga in primo grado è stata assolta da tutte le accuse, così come la casa editrice, il curatore e il coautore. Solo a Bernardo Caprotti il tribunale ha ritenuto, assolvendolo dall'accusa di diffamazione, di irrogare una sanzione di 50 000 euro sul presupposto che, in quanto imprenditore patron di Esselunga, non avrebbe il diritto di muovere critiche ai propri concorrenti.
Coop Liguria ha annunciato l'intenzione di ricorrere in appello.

### Coop Estense
A seguito della querela presentata da Coop Estense, il 1º aprile 2011 Esselunga è stata assolta dall'accusa di diffamazione e concorrenza sleale. Nel giugno 2012 l'Antitrust ha inoltre condannato Coop Estense a pagare una multa di 4 600 000 euro e a rimuovere gli ostacoli alla concorrenza operati illegittimamente dalla cooperativa a danno di Esselunga nella provincia di Modena.
Nella sua sentenza, l'Antitrust ha per la prima volta imposto non solo la sanzione pecuniaria, ma ha stabilito che è "strettamente necessario che siano ripristinate condizioni simili a quelle che si sarebbero potute riscontrare in assenza di infrazione", intimando a Coop Estense di farsi essa stessa promotrice di un accordo con la concorrente Esselunga, obbligandola a presentare entro sei mesi un piano di riqualificazione dell'area in cui è prevista l'apertura di un Centro Commerciale Esselunga.
In appello Caprotti ha di nuovo la meglio, ma la Cassazione annulla tutto sostenendo che i giudici milanesi di primo e secondo grado avevano giudicato il libro con i parametri dell'opera letteraria e non quelli di un saggio critico, che potrebbe invece sì essere considerato passibile dell'accusa di diffamazione e concorrenza sleale.

## Edizioni
- Bernardo Caprotti, Falce e carrello - Le mani sulla spesa degli italiani, collana Gli specchi del presente, 1ª ed., Venezia, Marsilio Editori, 2007, ISBN 88-317-9372-1, 9788831793728.
- Bernardo Caprotti, Falce e carrello - Le mani sulla spesa degli italiani, collana Gli specchi del presente, 2ª ed., Venezia, Marsilio Editori, 2014, ISBN 88-317-2086-4, 9788831720861.
- Bernardo Caprotti, Falce e carrello - Le mani sulla spesa degli italiani, collana Gli specchi del presente, 3ª ed., Venezia, Marsilio Editori, 2024, ISBN 88-297-8999-2, 9788829789993.